# Senta Denença
Senta Denença (en francès Sainte-Innocence) és un municipi francès situat al departament de la Dordonya i a la regió de la Nova Aquitània.

## Demografia
| 1962                                       | 1968 | 1975 | 1982 | 1990 | 1999 | 2007 |
| ------------------------------------------ | ---- | ---- | ---- | ---- | ---- | ---- |
| 150                                        | 138  | 108  | 107  | 100  | 105  | 107  |
| Des de 1962: població sense dobles comptes |      |      |      |      |      |      |

## Administració
| Període   | Identitat          | Partit |
| --------- | ------------------ | ------ |
| 2001-2008 | Isabelle Borie     |        |
| 2008-     | Jean-Jacques Nadal |        |